# Явански език
Явански език (на явански: ꦧꦱꦗꦮ, بَاسَا جَاوَا или Basa Jawa) е език от групата на австронезийските езици.
Говори се в Централна и Източна Ява, както и в други острови на Индонезия от над 80 милиона души. Въпреки че се говори от почти половината население на Индонезия, няма статут на официален език.
Съществува в 3 форми:
- нгоко – основна, разговорна;
- мадия – междинна;[2]
- кримо – литературна.[2]

Диалектите на яванския език се различават значително един от друг.